# 高明区現代有軌電車
高明区現代有軌電車は、中華人民共和国広東省仏山市高明区にある仏山有軌電車の路線である。2019年12月30日に開業した。 

## 沿革
- 2017年2月27日、第1期工事開始[2]。

- 2019年9月24日、運賃発表[3]。

- 2019年11月12日、試運転開始[4]。
- 2019年11月29日、水素エネルギー動力車両搬入セレモニー[5]。

- 2019年12月4日、試運転中の車両が歩道の指示ランプと接触[6]。

- 2019年12月30日、開業[1]。

## 駅一覧
開通した線路の総延長は6.57kmで、10駅がある。全駅は仏山市高明区にある。 
| 駅番号  | 駅名       | 駅名       | 駅名           |
| 駅番号  | 日本語     | 簡体中国語 | 英語           |
| ------- | ---------- | ---------- | -------------- |
| TGM1 04 | 滄江路駅   | 沧江路站   | Cangjiang Road |
| TGM1 05 | 躍華路駅   | 跃华路站   | Yuehua Road    |
| TGM1 06 | 怡楽路駅   | 怡乐路站   | Yile Road      |
| TGM1 07 | 荷城駅     | 荷城站     | Hecheng        |
| TGM1 08 | 文化中心駅 | 文化中心站 | Cutural Center |
| TGM1 09 | 明湖公園駅 | 明湖公园站 | Minghu Park    |
| TGM1 10 | 新江路駅   | 新江路站   | Xinjiang Road  |
| TGM1 11 | 体育中心駅 | 体育中心站 | Sports Center  |
| TGM1 12 | 阮埇駅     | 阮埇站     | Ruanyong       |
| TGM1 13 | 智湖駅     | 智湖站     | Zhihu          |

智湖駅の近くに車両基地があり、水素ステーションが設置されている。

## 運賃
全線2元。ICカード利用で5%の割引がある。 

## 車両
中国中車青島四方機車車輛製造の水素動力車両を使用。世界初の水素エネルギー路面電車である。 
車両は3両編成の超低床電車で、1両あたり60席が設置されており、1編成で最大270人を収容できる。車両には230 kWの高出力水素燃料電池モジュール、大容量のチタン酸リチウム電池および6本の140 L水素貯蔵容器が装備されており、1回の水素注入で約100 kmを走行できる。